# Feltiella ithacae
Feltiella ithacae är en tvåvingeart som beskrevs av Ephraim Porter Felt 1926. Feltiella ithacae ingår i släktet Feltiella och familjen gallmyggor.
Artens utbredningsområde är New York. Inga underarter finns listade i Catalogue of Life.